# Ofu (Nigeria)
Ofu è una delle ventuno aree a governo locale (local government areas) in cui è suddiviso lo stato di Kogi, in Nigeria. Estesa su una superficie di 1.680 km², conta una popolazione di 192.169 abitanti.